# Georgina Harland
Georgina Harland (n. 15 aprilie 1978, Canterbury, Anglia, Regatul Unit) este o sportivă ce a reprezentat Regatul Unit al Marii Britanii și al Irlandei de Nord, medaliată olimpică. A participat la o ediție a Jocurilor Olimpice (2004) în care a câștigat o medalie de bronz.

## Participări
Lista de mai jos prezintă principalele competiții la care a participat Georgina Harland de-a lungul carierei.
- modern pentathlon at the 2004 Summer Olympics – women's[*]